# 王莉霞
王莉霞（蒙古语：-{ᠸᠠᠩ

ᠯᠢ

ᠰᠢᠶᠠ}-，西里尔文：Ван Ли Ся）；1964年6月—），女，蒙古族，辽宁建平人，中华人民共和国政治人物。辽宁大学经济系统计学专业毕业，陕西财经学院经济学硕士，厦门大学经济学博士。曾任铜川市市长，陕西省人民政府副省长，中共内蒙古自治区党委常委、统战部部长和中共呼和浩特市委书记等职务。现任中共内蒙古自治区党委副书记、自治区政府主席，是中国共产党第二十届中央委员会委员。

## 生平

### 早年及陕西省
1985年9月毕业于辽宁大学经济系计划统计专业并参加工作，考入陕西财经学院（今西安交通大学经济与金融学院）统计系，攻读硕士学位。1988年7月毕业后，在西安统计学院任教。1992年12月加入中国共产党。历任该校经济统计系讲师、副教授（其间，于1997年9月至2000年7月在厦门大学经济学院进修，获经济学博士学位）。
2000年7月，进入政界任职，任陕西省统计局副局长。
2006年1月，升任陕西省统计局局长。
2011年1月，任中共铜川市委副书记、代理市长；2月不再担任陕西省统计局局长；4月，正式当选为铜川市人民政府市长。
2013年1月，当选为陕西省人民政府副省长；负责商贸、卫生和计划生育、对外开放、以及对台事务。

### 内蒙古自治区
2016年10月，任中共内蒙古自治区党委常委、统战部部长。
2017年10月，在中国共产党第十九次全国代表大会上当选中国共产党第十九届中央委员会候补委员。
2019年8月，任中共呼和浩特市委书记。
2021年8月，升任中共内蒙古自治区党委副书记、自治区人民政府代理主席。
2021年9月，当选内蒙古自治区人民政府主席，同年11月辞去第十三届全国政协委员。
2022年10月，当选为中国共产党第二十届中央委员会委员。
2023年2月，当选为第十四届全国人民代表大会内蒙古代表团代表。